# Jacques Chirac

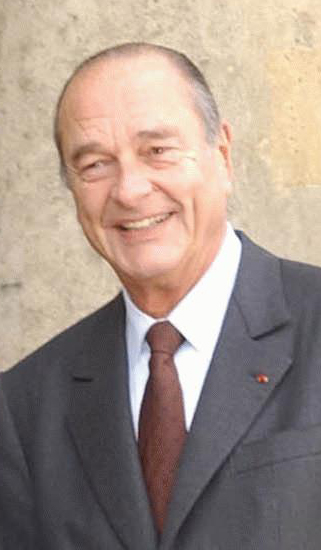
Jacques Chirac (2003)

Jacques René Chirac (Aussprache: [ʒak ʃi'ʁak] ⓘ; * 29. November 1932 in Paris; † 26. September 2019 ebenda) war ein französischer Politiker und von Mai 1995 bis Mai 2007 Staatspräsident Frankreichs. Zuvor war Chirac von 1974 bis 1976 und 1986 bis 1988 Premierminister sowie von 1977 bis 1995 Bürgermeister von Paris (Maire de Paris). Jacques Chirac gründete 1976 die gaullistische Partei Rassemblement pour la République (RPR), die er 2002 in die Mitte-rechts-Sammlungsbewegung Union pour un mouvement populaire (UMP) überführte.

## Leben

### Familie
Jacques René Chirac wurde 1932 in Paris geboren. Sein Vater Abel François Chirac (1893–1968) schaffte es vom Buchhalter zum Vermögensberater und Vertrauten der einflussreichen Industriellenfamilie Dassault. Seine Mutter Marie-Louise Valette (1902–1973) war Hausfrau. Die Eltern stammten aus Sainte-Féréole im ländlichen Département Corrèze in der zentralfranzösischen Region Limousin.
Chirac war seit 1956 mit Bernadette Chirac, geborene Chodron de Courcel, verheiratet und hatte mit ihr zwei Töchter, Laurence (1958–2016) und Claude Chirac (* 1962). 1979 hatte das Ehepaar die Vietnamesin Anh Dao Traxel (* 1958) bei ihrer Ankunft in Frankreich als  Bootsflüchtling ohne gerichtlichen Adoptionsbeschluss als Tochter angenommen. Diese schilderte 2006 in ihrer Autobiografie Chirac sehr positiv, obwohl sie 1995 nach einer schleichenden Entfremdung aufgefordert wurde, das Familienheim zu verlassen und der Kontakt daraufhin abgerissen war.

### Ausbildung, Militärdienst und Weg in die Politik
Chirac besuchte das Lycée Carnot und das Lycée Louis-le-Grand in Paris, wo er 1950 sein Baccalauréat machte. Dann studierte er Politikwissenschaften am Institut d’études politiques de Paris (IEP oder Sciences Po). Im Sommer 1953 belegte er einen Kurs an der Harvard Business School und reiste anschließend durch Kalifornien und die Südstaaten. Seine Diplomarbeit schrieb er 1954 über den Hafen von New Orleans.
Seinen 18-monatigen Wehrdienst leistete er von 1956 bis 1957. Zuerst war Chirac an der renommierten Kavallerieschule in Saumur und anschließend freiwillig im Einsatz im Algerienkrieg als Leutnant bei den Chasseurs d'Afrique im Département Tlemcen, an der Grenze zu Marokko. Als Reserveoffizier stieg er später bis zum Oberst auf. Von 1957 bis 1959 absolvierte er die Ausbildung für Spitzenbeamte an der École nationale d’administration (ENA). Dort war er ein Klassenkamerad des späteren sozialistischen Premierministers Michel Rocard.
Chirac trat 1947 als Schüler dem Rassemblement du peuple français (RPF), der Partei des Generals de Gaulle, bei, war aber kein aktives Mitglied. Während seines Studiums an der Sciences Po wandte er sich nach links und unterzeichnete den von der Parti communiste français initiierten Stockholmer Appell gegen Atomwaffen. 1951 half er beim Verkauf der kommunistischen Zeitung L’Humanité. Nach seinem Abschluss an der ENA wurde er Kommissar am französischen Rechnungshof und Dozent (Maître de conférences) an der Sciences Po. Im Juni 1962 wurde er Beauftragter für Bau und Verkehr im Generalsekretariat der Regierung, wo er dem Premierminister Georges Pompidou zuarbeitete. Zusammen mit Bernard Pons, Jean Charbonnel und Pierre Mazeaud wurde er zu den jeunes loups („jungen Wölfen“) Pompidous gezählt und begann sich in der gaullistischen Partei Union pour la Nouvelle République (UNR) zu engagieren. 1965 wurde er in den Gemeinderat von Sainte-Féréole im Limousin gewählt.
Bei der Parlamentswahl 1967 wurde Chirac als Abgeordneter des 3. Wahlkreises des Départements Corrèze in die Nationalversammlung gewählt. Dieser Wahlkreis hatte zuvor einen sozialistischen Abgeordneten gehabt. Im Mai 1967 wurde Chirac zum Staatssekretär für Beschäftigung (unter dem Arbeitsminister Jean-Marcel Jeanneney) im Kabinett Pompidou III ernannt. Pompidou nannte ihn seinen „Bulldozer“. Im Juli 1968 wechselte er als Staatssekretär ins Finanz- und Wirtschaftsministerium (unter dem Minister François-Xavier Ortoli). Diese Position behielt er auch nach dem Rücktritt de Gaulles und der Wahl seines Förderers Georges Pompidou zum Staatspräsidenten. Im Januar 1971 wurde er beigeordneter Minister beim Premierminister für die Beziehungen zum Parlament im Kabinett Chaban-Delmas. Ab Juli 1972 diente Chirac als Landwirtschaftsminister in den Kabinetten Messmer I und II. In Pierre Messmers dritter Regierung war Chirac von Februar bis Mai 1974 Innenminister.

### Premierminister, RPR-Vorsitzender, Bürgermeister von Paris

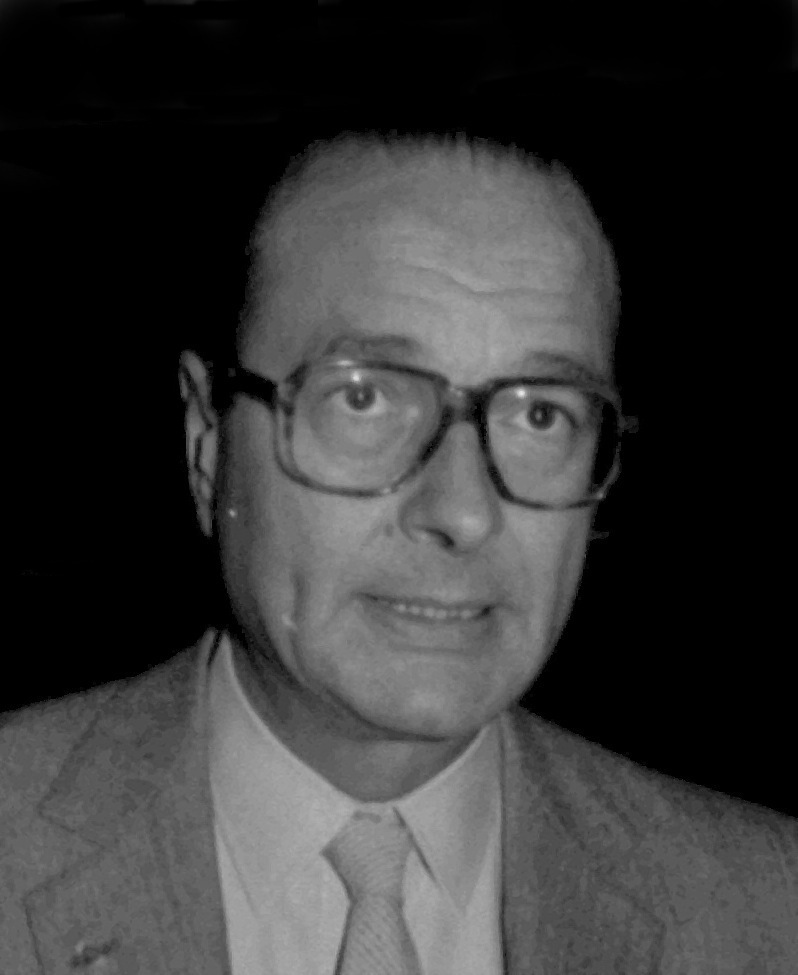
Chirac im Jahr 1980

Nach Pompidous plötzlichem Tod wurde 1974 eine vorgezogene Präsidentschaftswahl abgehalten. Entgegen der offiziellen Linie der gaullistischen UDR (Nachfolgerin der UNR) sprach sich Chirac bei dieser Wahl gegen seinen Parteikollegen Jacques Chaban-Delmas und für Valéry Giscard d’Estaing von den liberal-konservativen Républicains indépendants aus. Dieser gewann die Wahl und berief Chirac am 27. Mai 1974 zum Premierminister. Im Dezember desselben Jahres wurde er zudem zum Generalsekretär der UDR gewählt. Während seiner Regierungszeit wurde das Alter der Volljährigkeit auf 18 Jahre abgesenkt, der Schwangerschaftsabbruch (in den ersten 10 Wochen oder aus medizinischen Gründen) straflos gestellt und die öffentliche Rundfunkanstalt Office de Radiodiffusion Télévision Française (ORTF) aufgelöst. Damit brach er mit mehreren Positionen, die die gaullistischen Regierungen zuvor vertreten hatten. Nach Konflikten mit dem Staatspräsidenten trat er am 26. August 1976 zurück; sein Nachfolger wurde der Parteilose Raymond Barre.
Im Dezember 1976 gründete Chirac das Rassemblement pour la République (RPR) als neue Organisation der (Neo-)Gaullisten und Nachfolgepartei der UDR. Das RPR war bis 2002 die größte Partei rechts der Mitte in Frankreich, Chirac führte es bis 1994. Im Jahr 1977 wurde das Amt des Bürgermeisters von Paris (maire de Paris) wiedereingeführt, zuvor war die Hauptstadt über ein Jahrhundert von Präfekten der Zentralregierung verwaltet worden. Obwohl er die Einführung dieses Amtes zuvor selbst abgelehnt hatte, trat er zur Bürgermeisterwahl an und gewann. Er wurde 1983 und 1989 wiedergewählt und blieb bis 1995 Rathauschef von Paris. Aus dieser Zeit stammen schwerwiegende Korruptionsvorwürfe gegen ihn, die wegen seiner Immunität als Staatspräsident damals aber noch nicht aufgeklärt werden konnten.
Nach der Europawahl 1979 wurde Chirac Mitglied des Europäischen Parlaments; er gab diese Position im April 1980 auf. Chirac trat 1981 zur Präsidentschaftswahl an, schied aber mit 18 % der Stimmen als Drittplatzierter hinter dem Amtsinhaber Giscard d’Estaing und dem letztlich siegreichen Sozialisten François Mitterrand aus.

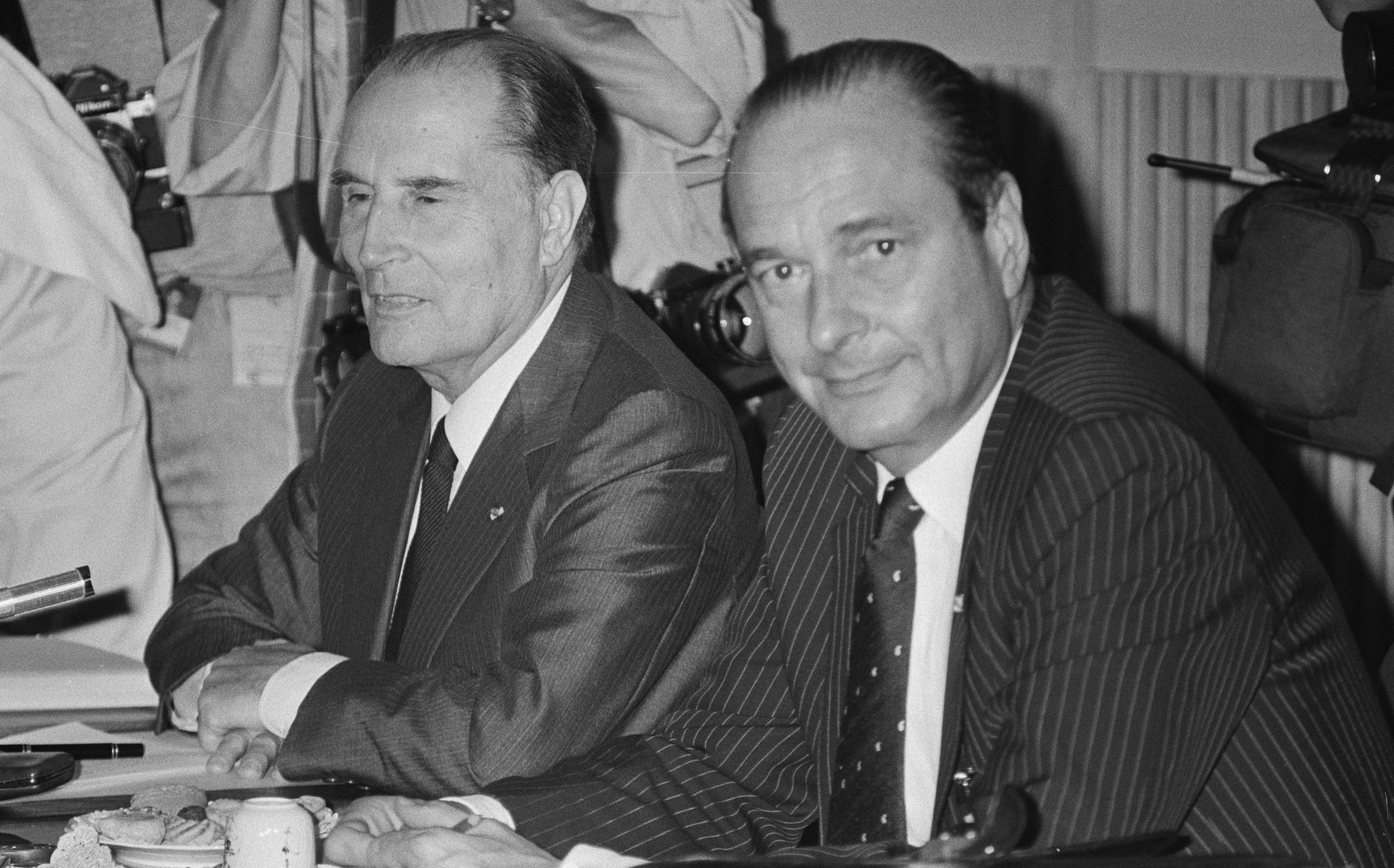
Cohabitation: Staatspräsident Mitterrand und Premierminister Chirac (1986)

Nach fünf Jahren in der Opposition gewannen die bürgerlichen Parteien RPR und UDF aber im März 1986 die Parlamentswahl. Der Sozialist Mitterrand musste Chirac als Führer der Mehrheitspartei zum Premierminister ernennen (Kabinett Chirac II). Erstmals in der Fünften Republik kam es zur Cohabitation, d. h., dass Staatspräsident und Premierminister gegensätzlichen politischen Lagern angehörten. In Personalunion blieb Chirac daneben weiterhin Bürgermeister von Paris. Chirac setzte sich für die Ratifikation der Einheitlichen Europäischen Akte ein. Damit verzichtete Frankreich auf das nationale Vetorecht im EG-Rat, für das sich Präsident Charles de Gaulle 21 Jahre zuvor vehement eingesetzt hatte.
Bei der Präsidentschaftswahl 1988 trat Chirac erneut an. Diesmal qualifizierte er sich für die Stichwahl, unterlag dann aber mit 46 zu 54 Prozent dem Amtsinhaber François Mitterrand. Dieser entließ Chirac am 10. Mai 1988 als Premierminister und ernannte wieder einen Sozialisten, Michel Rocard. Auch bei der darauffolgenden Parlamentswahl setzte sich das linke gegen das konservative Lager durch. Beim RPR-Parteitag von Le Bourget gab es 1990 eine Kampfabstimmung: Die „orthodoxen“ und „sozialen Gaullisten“ unter Führung von Charles Pasqua und Philippe Séguin forderten eine Rückbesinnung auf die populistischen und sozialen Prinzipien des Gaullismus und lehnten einen weiteren Ausbau europäischer Institutionen ab. Chirac verband die Abstimmung über den Programmantrag mit der Vertrauensfrage über seine Position als Parteivorsitzender und brachte mehr als zwei Drittel der Delegierten hinter sich.
Beim Referendum über den EU-Vertrag von Maastricht 1992 sprach sich Chirac für ein „Ja“ aus, während ein Großteil der RPR-Wähler diesen ablehnte. Die Mitte-rechts-Parteien RPR und UDF gewannen die Parlamentswahl 1993 mit überwältigenden Mehrheit. Es kam zur zweiten Cohabitation. Chirac überließ das Amt des Premierministers aber seinem Parteikollegen Édouard Balladur, da er bei der zwei Jahre darauf stattfindenden Wahl das Amt des Staatspräsidenten anstrebte.

### Präsidentschaft

#### Erste Amtszeit (1995–2002)
Bei der Präsidentschaftswahl im April und Mai 1995 trat – entgegen ihrer Absprache, sich die beiden Spitzenämter zu teilen – neben Chirac auch Édouard Balladur an. Das RPR war gespalten: Chirac wurde innerparteilich u. a. von Alain Juppé und Dominique de Villepin unterstützt, während François Fillon und Nicolas Sarkozy auf der Seite Balladurs standen. Chirac betrachtete die balladuriens noch Jahre später als Verräter, deren politische Karrieren er behinderte, während er seine Getreuen (chiraquiens) besonders förderte. Die traditionell mit der RPR verbündete UDF unterstützte offiziell Balladur, aber einzelne UDF-Politiker, darunter der Ex-Präsident Giscard d’Estaing, sprachen sich für Chirac aus.
Im Wahlkampf thematisierte Chirac den „sozialen Bruch“ (fracture sociale – ein von Emmanuel Todd geprägter Begriff), den er zu überwinden versprach. Der Erhaltung und Schaffung von Arbeitsplätzen räumte er höchste Priorität ein, nötigenfalls sollte Frankreich dafür auch die Maastrichter Konvergenzkriterien verletzen. So zog er die „sozialen Gaullisten“ um Philippe Séguin, die ihm zuvor eher kritisch gegenübergestanden hatten, auf seine Seite. In der ersten Runde erhielt er 20,84 % der Stimmen (der Sozialist Lionel Jospin erhielt 23,30 % und Balladur 18,58 %). In der Stichwahl gegen Jospin setzte sich Chirac mit 52,64 % durch. Am 17. Mai 1995 wurde er feierlich in das Präsidentenamt eingeführt. Am selben Tag entließ er seinen Rivalen Balladur als Premierminister und ernannte seinen langjährigen Verbündeten Alain Juppé.

Chirac mit US-Präsident Bill Clinton (1999)

Am 16. Juli 1995 erkannte Chirac in einer Rede, die er am Jahrestag der Razzia vom Vélodrome d’Hiver hielt, erstmals für den von ihm repräsentierten Staat an, dass Frankreich sich zur Zeit der Occupation an der Deportation und Vernichtung der im Lande lebenden Juden aktiv beteiligt habe und mit in dieser moralischen und politischen Verantwortung stehe. Als Staatspräsident sprach Chirac offiziell von „gemeinsamer“ und „unauslöschlicher Schuld“ seines Landes: „Diese Stunden der Finsternis besudeln für immer unsere Geschichte. Sie sind eine Schande für unsere Vergangenheit und für unsere Überlieferungen. Der kriminelle Wahn der Besatzer wurde von Franzosen unterstützt, vom französischen Staat.“ Als Folge erkannten die Gerichte Forderungen auf Schadensersatz an, zum Beispiel in den Prozessen gegen die Staatsbahn SNCF wegen Deportationen.
Kurz nach Amtsantritt entschied Chirac, die umstrittenen Kernwaffentests auf Mururoa nach einem dreijährigen, unter Amtsvorgänger Mitterrand verwirklichten Moratorium wieder aufzunehmen; es gab heftige internationale Proteste. Die Regierung Juppé verfolgte ab Oktober 1995 liberale Wirtschaftsreformen, um – entgegen Chiracs Wahlkampfrhethorik – die EU-Konvergenzkriterien doch einzuhalten, was im Wesentlichen einer Fortsetzung der Politik Balladurs entsprach. 1992 stellte Präsident Mitterrand die Atomwaffentests ein, 1995 ließ Chirac sie kurz vor dem 50. Jahrestag von Hiroshima wieder anlaufen. Am 27. Januar 1996 fand dann Frankreichs letzter Test unter dem Atoll Mururoa statt. Im gleichen Jahr unterzeichnete Frankreich später den Vertrag über das umfassende Verbot von Nuklearversuchen. Chirac erhielt 1996 für die einstige Wiedereinführung der Tests im Pazifik kurz vor dem damaligen Hiroshima-Jahrestag den Ig-Nobelpreis in der Kategorie Frieden.

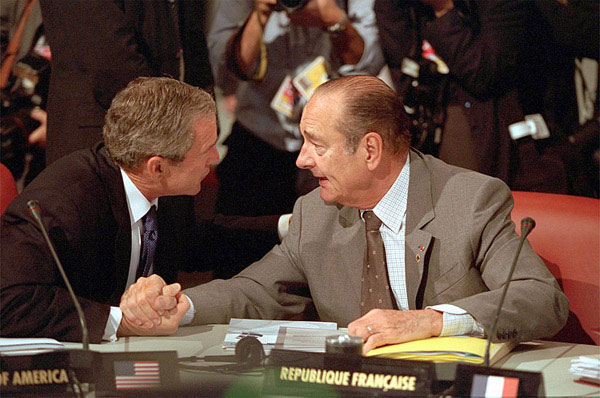
George W. Bush mit Jacques Chirac am 21. Juli 2001

Im April 1997 löste Chirac das Parlament auf, da er während umstrittener wirtschaftlicher Reformen eine stabile konservative Mehrheit bei der vorgezogenen Neuwahl zu erhalten hoffte. Sein Plan schlug jedoch fehl; der Sozialist Lionel Jospin wurde Premierminister und Chirac musste die nächsten fünf Jahre erneut in einer Cohabitation (mit dem Kabinett Jospin) verbringen, diesmal als Präsident. Die RPR verfiel in innerparteiliche Kämpfe: Viele Politiker gaben dem Präsidenten die Schuld an der verlorenen Wahl. Balladuriens und „soziale Gaullisten“ drängten den Chirac-Vertrauten Juppé zum Rücktritt vom Parteivorsitz, sein Nachfolger war Philippe Séguin. Eine Vielzahl innerparteilicher Rivalen bereitete sich vor, Chirac 2002 die Präsidentschaft streitig zu machen.

#### Wiederwahl zum Staatspräsidenten im Jahr 2002
Der erste Wahlgang der Staatspräsidentenwahl am 21. April 2002 mit den beiden Favoriten, Amtsinhaber Chirac und Ministerpräsident Jospin, wurde als ein politisches Erdbeben rezipiert: Jean-Marie Le Pen, Kandidat der rechtsextremen Front National (FN) erreichte mit 16,86 Prozent der Stimmen den zweiten Platz nach Chirac, der mit 19,88 Prozent der Stimmen das schlechteste Ergebnis eines zur Wiederwahl angetretenen Staatspräsidenten erhielt. Lionel Jospin erhielt nur 16,18 Prozent der Stimmen und war damit als Drittplatzierter ausgeschieden. Jospin war nicht zuletzt Opfer der zersplitterten Linken geworden, deren Stimmen sich auf mehrere Kandidaten verteilt hatten.
Als Reaktion auf sein schlechtes Abschneiden rief Chirac nach dieser ersten Wahlrunde zusammen mit dem früheren Ministerpräsidenten Alain Juppé das rechtsbürgerliche Wahlbündnis Union pour la Majorité Présidentielle (UMP; später in Union pour un mouvement populaire umbenannt, heute Les Républicains) ins Leben (wohl mit dem Ziel, so seinen Konkurrenten für den zweiten Wahlgang der Staatspräsidentenwahl – Jean-Marie Le Pen – schlagen zu können). Dank UMP und der Unterstützung fast aller linken und bürgerlichen Kräfte, die die Wahl zu einem „Anti-Le-Pen-Referendum“ werden ließen, wurde Chirac – mit 25,5 Millionen Stimmen bzw. 82,21 Prozent – gewählt. Es war das beste Ergebnis, das jemals ein Präsidentschaftskandidat in Frankreich erreichte.

#### Zweite Amtszeit (2002–2007)

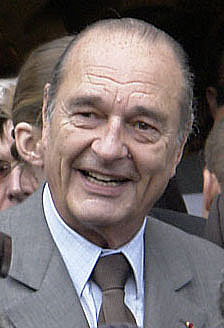
Chirac gegen Ende seiner Präsidentschaft (März 2007)

Nach seiner Wiederwahl, dem Rückzug Jospins aus der Politik und dem Wahlsieg der UMP bei der Parlamentswahl 2002 konnte sich Chirac für seine zweite Amtszeit wieder auf eine rechte Mehrheit in der Nationalversammlung stützen. Premierminister wurde Jean-Pierre Raffarin.
Chirac sprach sich entschieden gegen die Pläne der Regierung Bush für den Krieg gegen den Irak aus, Frankreich legte im Sicherheitsrat der Vereinten Nationen ein Veto gegen die geplanten Resolutionen für den Krieg ein. Durch die gemeinsame Haltung in der Irak-Frage sei das persönliche Vertrauen zwischen Chirac und dem deutschen Bundeskanzler Gerhard Schröder „sehr viel größer und tiefer geworden“, hielt Letzterer in seinen Memoiren fest. Das Verhältnis zu den USA und auch zu Großbritannien (Kabinett Blair II) verschlechterte sich dadurch erheblich. Chirac führte außerdem ein Referendum über den Europäischen Verfassungsvertrag herbei. Im Wahlkampf um das Referendum wurde auch die Frage des Beitritts der Türkei zur Europäischen Union thematisiert (den Chirac befürwortete); außerdem gab es eine Debatte um die wirtschafts- und sozialpolitische Ausrichtung der EU. Zusätzlich überlagert von einer Debatte um innenpolitische Reformen der Regierung Raffarin vor allem in der Sozialpolitik, wurde der Verfassungsvertrag schließlich am 29. Mai 2005 mit knapp 55 Prozent der Stimmen abgelehnt. Diese Ablehnung wurde auch als persönliche Niederlage des Präsidenten interpretiert, der sich im Wahlkampf stark engagiert hatte. Raffarin übernahm die politische Verantwortung für die Niederlage und trat als Premierminister zurück.
Äußerungen von Chirac anlässlich eines Truppenbesuchs im Januar 2006 fanden international – insbesondere wegen des sich zuspitzenden Atomstreits mit dem Iran – große Beachtung; viele Beobachter deuteten sie als eine „Kehrtwende“ in der bisherigen Nukleardoktrin Frankreichs. Chirac drohte den Terrorismus unterstützenden Staaten mit Atomschlägen, sollten diese Frankreich angreifen. Ohne den Iran direkt anzusprechen, kündigte er auf dem Militärstützpunkt Île Longue „Anführern“ solcher Staaten Vergeltung in „nicht konventioneller“ Weise an. Ausdrücklich spielte Chirac jedoch auf „die Versuchung gewisser Staaten“ an, „sich unter Bruch der Verträge mit Atomwaffen auszustatten“. Chirac erklärte den Einsatz von Nuklearwaffen auch für den Fall als gerechtfertigt, dass ein Staat mit terroristischen Mitteln die „lebenswichtigen Interessen“ Frankreichs oder diejenigen seiner Verbündeten bedrohe.
Neu daran waren allerdings weder der Vorbehalt noch die Terminologie; neu war die berechnend auf den Termin – und den offenkundigen Adressaten – gesetzte Ausdrucksweise. Chiracs Äußerungen wurden auch in Deutschland teils scharf kritisiert. Unter anderem wurde er des Verstoßes gegen das Völkerrecht bezichtigt. Oppositionsparteien im Deutschen Bundestag forderten Bundeskanzlerin Angela Merkel auf, sich klar von Chirac zu distanzieren.
Chirac ernannte seinen Vertrauten Dominique de Villepin zum neuen Premierminister (→ Kabinett de Villepin). Damit überging er den Vorsitzenden der UMP, Nicolas Sarkozy, der Staatsminister und erneut Innenminister wurde. Das Verhältnis zwischen Chirac und Sarkozy galt als zerrüttet: zum einen, weil Sarkozy 1995 enger Mitarbeiter von Chiracs Konkurrent Édouard Balladur war; zum anderen, weil Sarkozy sehr offen auf eine eigene Präsidentschaftskandidatur 2007 hinarbeitete. Die immer schärfer ausgetragene Rivalität zwischen de Villepin und Sarkozy um die Nachfolge Chiracs prägte dessen verbleibende Amtszeit, unter anderem mit der Clearstream-Affäre. Als der von Chirac favorisierte de Villepin nach der Clearstream-Affäre nicht mehr als Präsidentschaftskandidat zur Verfügung stand, hielt sich Chirac eine eigene erneute Kandidatur lange offen, auch noch nach der Nominierung Sarkozys zum Präsidentschaftskandidaten der UMP. Erst am Abend des 11. März 2007 erklärte Chirac in einer Fernsehansprache offiziell, nicht an der Präsidentschaftswahl 2007 teilzunehmen. Für seine Nachfolge an der Spitze Frankreichs äußerte er keine Wahlempfehlung.
Am 6. Mai 2007 wurde Sarkozy zum neuen Staatspräsidenten gewählt. Am 16. Mai übergab Chirac das Amt des Staatspräsidenten an ihn.

### Nach der Amtszeit als Staatspräsident

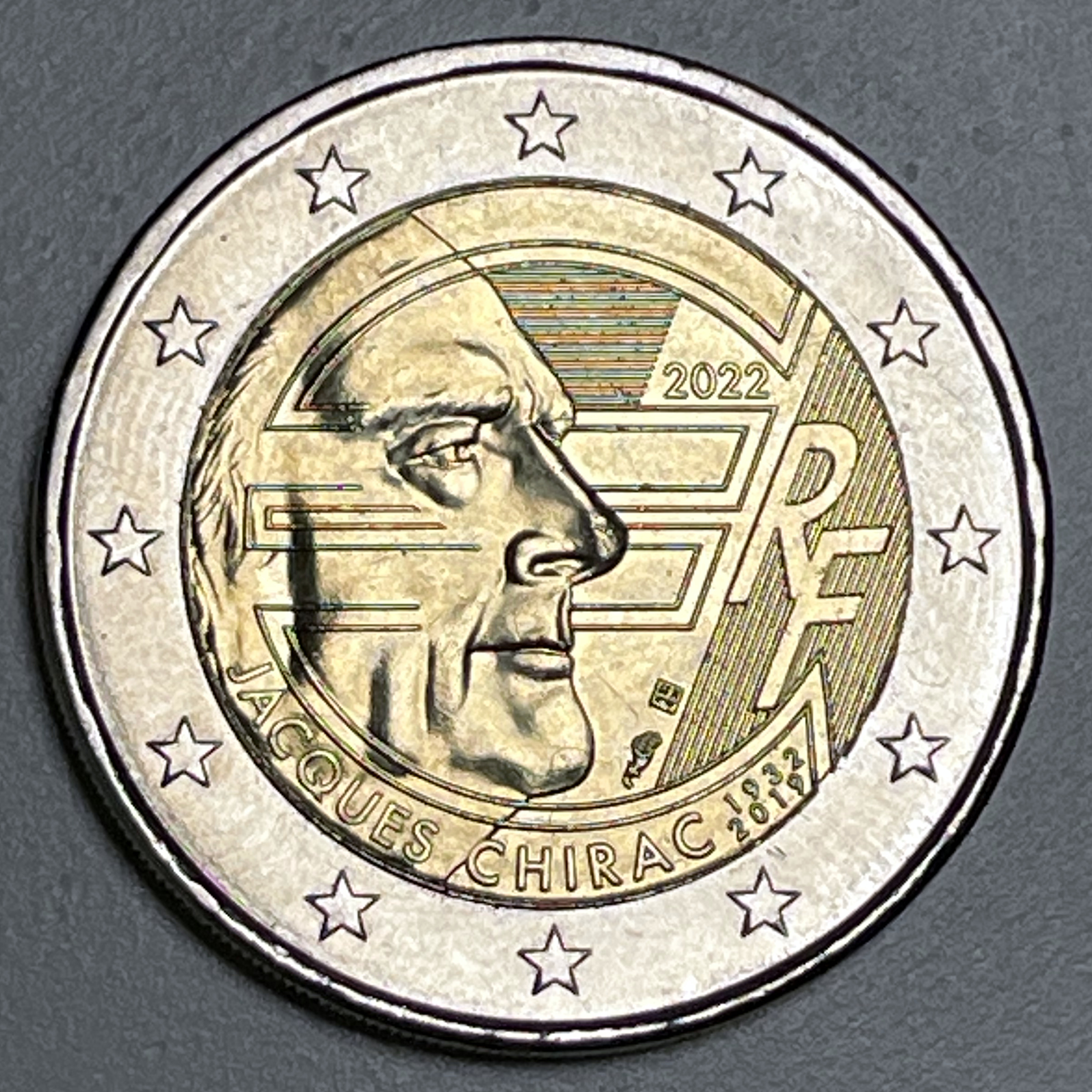
Zum 90. Geburtstag von Chirac wurde im Januar 2022 in Frankreich eine 2-Euro-Gedenkmünze in der Auflage von 9 Millionen Stück in Umlauf gebracht.

Chirac wohnte seit seinem Ausscheiden aus dem Amt des Staatspräsidenten in Paris und seinem Schloss auf dem Lande. Er war als ehemaliger Staatspräsident Mitglied des Conseil constitutionnel, nahm aber zuletzt im Dezember 2010 an einer Sitzung teil und verzichtete im März 2011 offiziell bis auf weiteres auf die Wahrnehmung seiner Funktion.
Mit dem Ausscheiden als Staatspräsident endete auch die Immunität Chiracs, womit die juristische Aufarbeitung einiger Affären, die teils noch auf die Tätigkeit Chiracs als Pariser Bürgermeister zurückgingen, möglich wurde.
Die Affäre Clearstream II, eine Untersuchung zu angeblichen geheimen Konten der luxemburgischen Clearinggesellschaft Clearstream beim Verkauf französischer Fregatten an Taiwan in den frühen 1990er Jahren, zog weite Kreise in der französischen Politik und Wirtschaft, nachdem im Jahr 2004 einem französischen Untersuchungsrichter anonym eine CD-ROM mit 16000 Konten zugespielt worden war. Chirac, dessen Immunität im Juni 2007 endete, wurde von den mit den Ermittlungen befassten Richtern als Zeuge in Erwägung gezogen, wogegen sich sein Anwalt Jean Veil verwahrte.
Ende Oktober 2009 entschied ein Pariser Untersuchungsgericht, ein Strafverfahren wegen „Veruntreuung öffentlicher Gelder“ (détournement de fonds) und „Vertrauensmissbrauch“ (abus de confiance) gegen Chirac einzuleiten. Ihm wurde vorgeworfen, in seinen Amtszeiten als Bürgermeister von Paris (1977–1995) und als Vorsitzender der Rassemblement pour la République (1976–1994) ein System „verschränkter Kostenübernahme“ geduldet und Parteifunktionäre und Nahestehende mit Gefälligkeitsjobs versorgt zu haben. In mehreren Fällen sahen es die Ermittler als erwiesen an, dass Scheinarbeitsverträge geschlossen wurden. Der Stadt Paris sei so ein Schaden von fünf Millionen Euro entstanden.
Im März 2011 wurde der Prozess gegen Chirac eröffnet; wenige Stunden später wegen einer Verfahrensfrage vertagt. Die Stadt Paris, die durch die mutmaßlichen Scheinarbeitsverträge Geschädigte, hatte darauf verzichtet, als Nebenklägerin aufzutreten. Vorher hatten Chirac und die Partei UMP der Stadtkasse mehr als zwei Millionen Euro erstattet. Wegen Chiracs Gesundheitszustand fand die Verhandlung am 5. September 2011 ohne ihn statt.
Obwohl die Staatsanwaltschaft einen Freispruch gefordert hatte, wurde Chirac am 15. Dezember 2011 wegen Veruntreuung öffentlicher Mittel und illegaler Parteienfinanzierung zu zwei Jahren Haft auf Bewährung verurteilt.
Chirac widersprach dem Urteil, er werde aber keine Berufung einlegen, da er nicht die „nötigen Kräfte, um vor neuen Richtern einen Kampf um die Wahrheit zu führen“ besitze.

### Tod und Nachruf

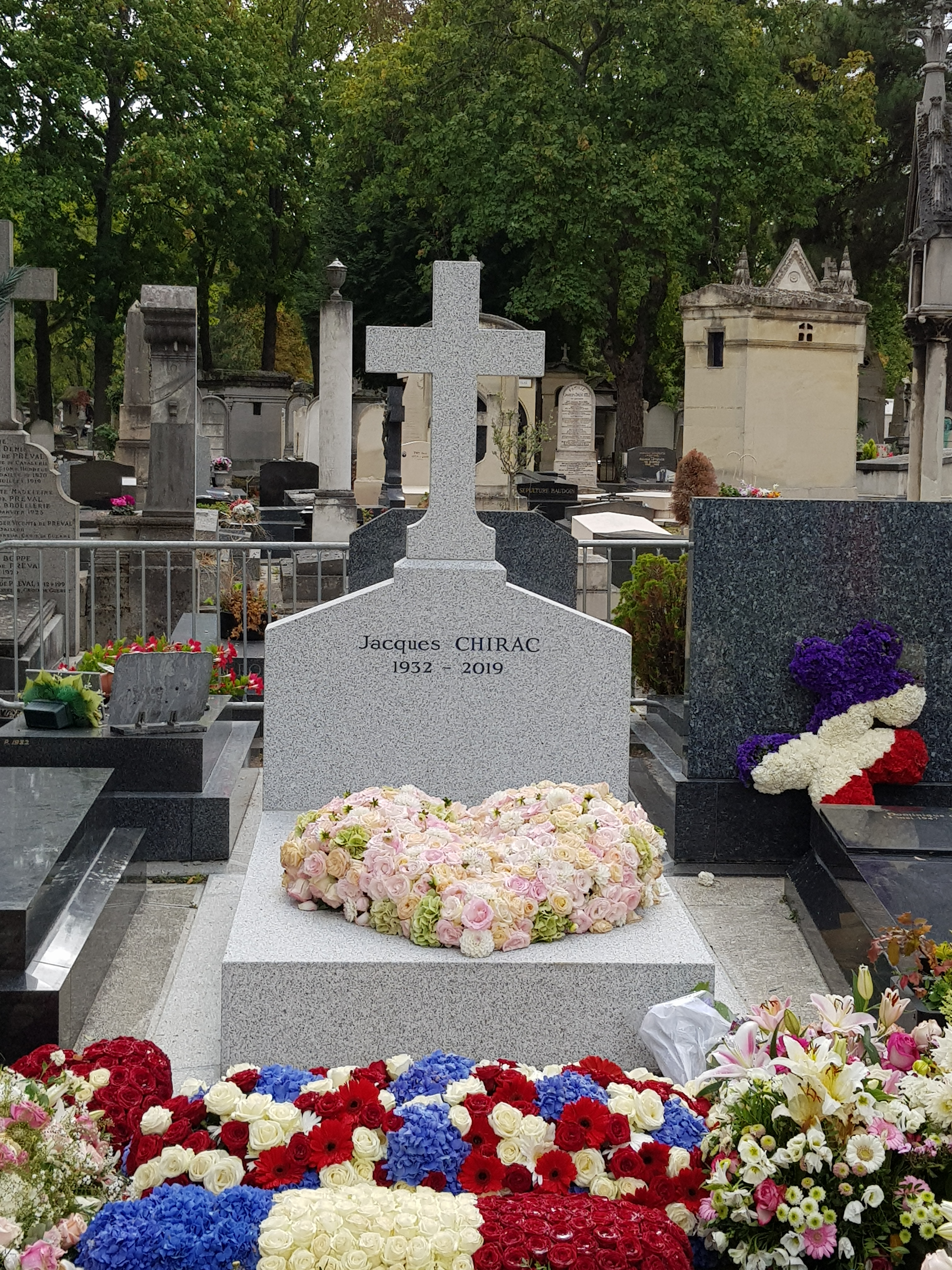
Grabstätte, Cimetière du Montparnasse, 2. Oktober 2019

Am 26. September 2019 starb Jacques Chirac im Kreise seiner Familie im Alter von 86 Jahren nach längerer Krankheit in seiner Wohnung in Paris.
Er hatte seit einer ganzen Weile unter schweren Gedächtnisproblemen gelitten und war kaum noch in der Öffentlichkeit aufgetreten. Noch während seiner Amtszeit hatte er 2005 einen Schlaganfall erlitten. Der amtierende Präsident, Emmanuel Macron, ordnete Staatstrauer an. Der Präsident der Nationalversammlung, Richard Ferrand, erklärte, das französische Volk habe mit Chirac einen unermüdlichen Republikaner und Visionär verloren, der ein Gespür für die großen Debatten seiner Zeit gehabt habe. EU-Kommissionspräsident Jean-Claude Juncker bezeichnete Chirac als einen „großen Europäer“ und „persönlichen Freund“.
Ein Requiem wurde am 30. September 2019 von Michel Aupetit in der Kirche St. Sulpice in Paris gehalten. Unter den zahlreichen Trauergästen aus aller Welt waren Wladimir Putin, Bill Clinton, Frank-Walter Steinmeier, Prinz Edward, Viktor Orbán, Albert von Monaco, Hamid Karzai, Saad Hariri, Tamim bin Hamad Al Thani (Emir von Katar), Großherzog Henri von Luxemburg, Kronprinz Moulay Hassan von Marokko und Joachim zu Dänemark.

## Weitere Ämter
Als französischer Staatspräsident war Jacques Chirac von Amts wegen Kofürst von Andorra.

## In der Populärkultur
- Die Figur des Technokratus (im französischen Original Caius Saugrenus) im Asterix-Comic Obelix GmbH & Co. KG von 1976 ist eine Parodie auf den damaligen Premierminister Jacques Chirac. Dort verkörpert er den jungen Wirtschaftsberater Caesars.[39]
- 1995 veröffentlichten Markus Lanz, Marzel Becker und Stephan Heller aus Protest gegen die von Chirac wiederaufgenommenen Kernwaffentests unter dem Namen Le camembert radioactif die Single F…! Chirac. Das Stück wurde ungenehmigt im Programm von Radio Hamburg gespielt und Lanz daraufhin entlassen.[40]

## Auszeichnungen (Auszug)
- Großes Goldenes Ehrenzeichen am Bande für Verdienste um die Republik Österreich (1976)[41]
- Kommandeur mit Stern des Falkenordens (1983)
- Ig-Nobelpreis (1996)
- Collane des Ordens des Weißen Löwen (1997)
- Groß-Stern des Ehrenzeichens für Verdienste um die Republik Österreich (1998)[41]
- Großkreuz mit Collane des Sterns von Rumänien (1998)
- Orden des Fürsten Jaroslaw des Weisen I. Klasse (1998)
- Collane des Finnischen Ordens der Weißen Rose (1999)
- Collane des Verdienstordens der Republik Ungarn (2001)
- Alter Freund des chinesischen Volkes[42][43]

### Offizielles
- Chirac-Stiftung mit offizieller Biografie
- Literatur von und über Jacques Chirac im Katalog der Deutschen Nationalbibliothek
- Jacques Chirac in der Abgeordneten-Datenbank des Europäischen Parlaments

### Sonstiges
- In pictures: Jacques Chirac. In: The Guardian, 16. Mai 2007 – Bilder aus seiner politischen Karriere
- Bertrand Le Gendre: Le blues de la «génération Chirac». Le monde, 4. März 2007
- Allocution du Président de la République lors de sa visite aux forces aériennes, océanique et stratégiques (Memento vom 16. Dezember 2012 im Internet Archive) (Offizielles Transkript der Rede auf der Ile Longue vor Brest am 19. Januar 2006)
- Discours de M. Jacques Chirac, Président de la République, sur la politique de défense de la France, la stratégie militaire, etc. (Collection des discours publics – Vie-publique.fr; Rede Chiracs am 8. Juni 2001 zur Militär- und Verteidigungsdoktrin Frankreichs am Institut des Hautes Etudes de Défense Nationale, IHEDN)
- Diese Aussage ist in der westlichen Strategie allgemein enthalten. Deutschlandfunk, 20. Januar 2006. Interview mit Karl-Heinz Kamp, Sicherheitsexperte der Konrad-Adenauer-Stiftung.
- Wolfgang Kötter: Force de frappe und britische Atomwaffen. Friedensratschlag, Universität Kassel, 22. August 2004
- Deutsche Übersetzung Neujahrsansprache 2006 (aus privatem zweisprachigem politischen Blog)